# Barville (Orne)
Barville ist eine französische Gemeinde im Département Orne in der Normandie. Sie gehört zum Arrondissement Alençon und zum Kanton Écouves.
Die Gemeinde Barville liegt an der oberen Sarthe, 18 Kilometer östlich von Alençon. Sie ist umgeben von den Nachbargemeinden Saint-Léger-sur-Sarthe im Nordwesten, Saint-Julien-sur-Sarthe im Nordosten, Vidai und Pervenchères im Südosten, Les Aulneaux und Blèves im Süden sowie Villeneuve-en-Perseigne im Südwesten.

## Bevölkerungsentwicklung
| Jahr      | 1962 | 1968 | 1975 | 1982 | 1990 | 1999 | 2008 | 2018 |
| --------- | ---- | ---- | ---- | ---- | ---- | ---- | ---- | ---- |
| Einwohner | 221  | 210  | 186  | 181  | 150  | 153  | 198  | 187  |